# 1273
Évszázadok: 12. század – 13. század – 14. század
Évtizedek: 1220-as évek – 1230-as évek – 1240-es évek – 1250-es évek – 1260-as évek – 1270-es évek – 1280-as évek – 1290-es évek – 1300-as évek – 1310-es évek – 1320-as évek
Évek: 1268 – 1269 – 1270 – 1271 –  1272 – 1273 – 1274 – 1275 – 1276 – 1277 – 1278

## Események

### Határozott dátumú események

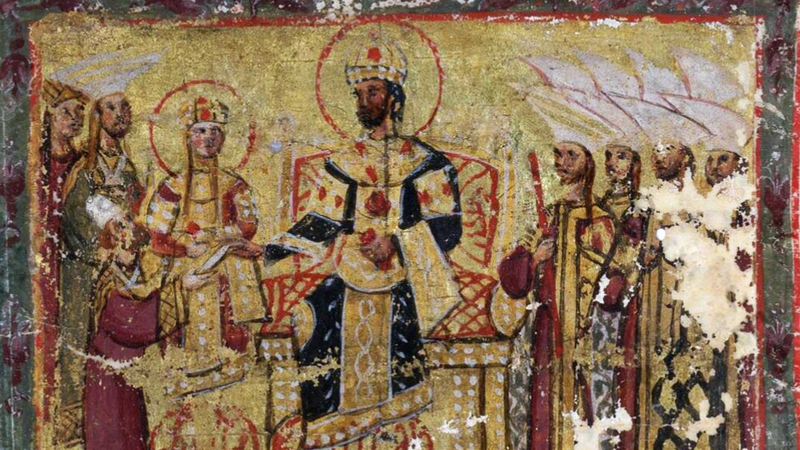
Árpád-házi Anna esküvője II. Palaiologosz Andronikosz bizánci társcsászárral

- október 1. – Egyhangúlag választják meg Habsburg Rudolfot német királlyá. (Ő az első Habsburg a birodalom élén. Rudolf 1291-ig uralkodik.)[1]
- november 8. – Árpád-házi Anna esküvője II. Palaiologosz Andronikosz bizánci társcsászárral.

### Határozatlan dátumú események
- az év folyamán –
  - II. Ottokár cseh király támadását megelőzve IV. László magyar király serege betör Morvaországba, Ausztriába és Stájerországba.[2] Az osztrák sereg viszont beveszi Győrt, Nyitrát, Pozsonyt és Sopront.
  - Aquinói Szent Tamás befejezi Summa Theologica című művét.
  - Hsziangjangot öt évi ostrom után elfoglalják a mongolok és a tengerig nyomulmak előre. (Ez volt az első ismert tűzfegyverekkel vívott ostrom a történelem során.)
  - Dzsalál ad-Dín Rúmí megalapította a keringő dervisek rendjét Konyában.

## Születések
- Abulfeda arab geográfus

## Halálozások
- II. Balduin latin császár, személyében meghal az utolsó konstantinápolyi latin uralkodó (* 1218)
- Thomas Berard, a Templomos Lovagrend nagymestere